# Colletes fraterculus
Colletes fraterculus är en biart som beskrevs av Noskiewicz 1936. Colletes fraterculus ingår i släktet sidenbin, och familjen korttungebin. Inga underarter finns listade i Catalogue of Life.